# Ophiogomphus howei
Ophiogomphus howei é uma espécie de libelinha da família Gomphidae.
É endémica dos Estados Unidos da América.
Os seus habitats naturais são: rios.